# Дэгэх-Бур (зона)
Дэгэх-Бур (сомал. Gobolka Dhagaxbuur) — одна из 9 зон региона Сомали, Эфиопия.

## География
Граничит с зоной Корахе (на юге), с зоной Годе (на юго-западе), с зоной Фик (на западе), с зоной Джиджига (на севере), с зоной Уордер (на юго-востоке) и с государством Сомали (на северо-востоке). Крупнейший город зоны также носит название Дэгэх-Бур.

## Население
По данным Центрального статистического агентства Эфиопии на 2007 год население зоны составляет 478 168 человек, из них 268 006 мужчин и 210 162 женщины. 98,92 % населения составляют сомалийцы, оставшиеся 1,08 % представлены другими этническими группами. 99,62 % жителей зоны считают родным языком сомалийский, оставшиеся 0,38 % назвали другие языки в качестве родного. 98,72 % населения — мусульмане.
По данным прошлой переписи 1997 года население зоны насчитывало 304 907 человек, из них 168 211 мужчин и 136 696 женщин. 99,55 % составляли сомалийцы; 99,58 % назвали родным языком сомалийский. Только 4,43 % населения были грамотны.

## Административное деление
В административном отношении подразделяется на 5 районов (ворэд):
- Аваре
- Дэгэх-Бур
- Дэгэх-Медо
- Гунагадоу
- Мирсрак-Гашамо